# Fotbal Club Farul Constanţa
O Fotbal Club Farul Constanţa, mais conhecido como Farul Constanța ou simplesmente como Farul, é um clube de futebol profissional romeno com sede na cidade de Constança. Farul traduz como "o farol" em romeno, alusão ao fato de que a cidade está situada na costa do Mar Negro.
A Sua maior conquista aconteceu na temporada 2022-23, quando conquistou o inédito título do Campeonato Romeno.

## Novo estádio
O Farul Constanța está atualmente jogando no estádio de Ovidiu, mas espera jogar em uma nova arena, que provavelmente estará pronta em 2025. 
A construção de um novo estádio foi um dos motivos que convenceu Gheorghe Hagi a aceitar a fusão entre o Viitorul e o Farul, tendo as autoridades locais dado garantias.

## Títulos
| NACIONAIS | NACIONAIS         | NACIONAIS | NACIONAIS                                 |
|           | Competição        | Títulos   | Temporadas                                |
| --------- | ----------------- | --------- | ----------------------------------------- |
|           | Campeonato Romeno | 1         | 2022–23                                   |
|           | Liga II           | 5         | 1954, 1957–58, 1961–62, 1980–81 e 1987–88 |
|           | Liga III          | 1         | 2017–18                                   |
|           | Liga IV           | 1         | 2016–17                                   |